# Смолев, Дмитрий Алексеевич
Дмитрий Алексеевич Смолев (род. 1965) — российский куратор художественных проектов, арт-критик, журналист, поэт.

## Биография
Родился в 1965 году в Москве. В 1976—1980 годах учился в студии изобразительного искусства под руководством художника-станковиста Льва Анатольевича Селиверстова. В 1986 году закончил Московский технический институт связи и информатики (МТУСИ).
В 1988 году влился в команду кураторов зарождавшейся московской галереи «Ковчег». Как куратор-исследователь участвовал в подготовке различных тематических выставок и сопроводительных изданий к ним. В числе проектов: «Натюрморт: музей и мастерская» (1992), «Обещание стиля» (1998), «Образы НЭПа» (2001), «Память нёба» (2001), «Акварель и время» (2001), «Сто лет с огоньком» (2002), «На солнечном пляже в июне…» (2002—2003), «Желтые страницы» (2006). 
Один из инициаторов создания в стенах галереи «Ковчег» «Клуба московских живописцев» (1993). Награждён дипломом Российской академии художеств (РАХ) за осуществление долгосрочной программы «Незабытые имена». Цель программы: сделать достоянием публики и специалистов существенные, но оставшиеся недооцененными явления отечественной живописи и графики XX века, заново открыть и сохранить в памяти поколений имена мастеров серьезных и самобытных.
В 1990-х годах стал публиковаться в качестве художественного критика. В 1999—2001 годах — постоянный автор журнала «Неприкосновенный запас», в 2002—2007 годах — журнала «Новая Юность». Его статьи и арт-обзоры выходят в «Русском курьере», «Русском журнале», «Газете. Ру» и других периодических изданиях. С 2006 года работает в газете «Известия».
В 1994 году в издательстве «Круглый год» вышел сборник его стихов «Фасад».
Живет в Москве.